# Манхайм
Манхайм (на немски: Mannheim) е град в югозападната част на Германия, във федералната провинция Баден-Вюртемберг. Намира се между градовете Франкфурт и Щутгарт. Разположен е на устието на плавателните реки Рейн и Некар. Непосредствено срещу Манхайм, на другия бряг на р. Рейн, е разположен друг голям немски град – Лудвигсхафен, а на около 20 km и гр. Хайделберг.

## География
Манхайм е вторият по големина град във федералната провинция Баден-Вюртемберг (Щутгарт е на първо място). Разположен е на устието на плавателните реки Рейн и Некар. Непосредствено срещу Манхайм, на другия бряг на р. Рейн, е разположен друг голям немски град – Лудвигсхафен, а на около 20 km и гр. Хайделберг. Градът е център на т. нар. Метрополен регион Рейн-Некар.
Манхайм има площ 144,96 km².

## Демография
Населението на Манхайм е 313 174 жители (31 декември 2010 г.). Гъстотата му е 2160 д/km².

## История
Манхайм получава права на град едва през 1607 г. Градоустройствените му принципи са подчинени на барока – Манхайм е един от малкото германски градове, създадени „на чертожната дъска“ именно през периода и в рамките на т. нар. „северен барок“. Замислен е като „идеален град“, с ясни, геометрични форми, заради които днес често е наричан „град на квадратите“. През XVIII век се развива особено динамично. От 1720 г. до 1778 г. градът е резиденция на курфюрстите на Курпфалц, като по това време съперничи на другите немски политически и културни центрове. През 1778 г. столицата на кралството бива преместена извън региона (в Мюнхен). През XIX век Манхайм се превръща в един от най-важните германски индустриални центрове. През 1896 г. броят на жителите надминава 100 000. През 1848 г. градът е един от центровете на революционните брожения. През Втората световна война е разрушен, заради икономическото си и стратегическо значение, почти до основи при многократни бомбардировки на съюзниците. Част от сградите след войната са отчасти или изцяло възстановени, напр. бившият дворец, днес университет.

## Религия
- На 12 декември 2009 г. в храма на гръцката православна църква „Всемирно въздвижение на Светия и Животворящ Кръст Господен“ (бивш католически храм „Св. Мартин“) е основана първата за региона българска православна църковна община „Св. Петка Търновска“ Архив на оригинала от 2012-12-18 в Wayback Machine.. Основаването се извърши под напътствието на Тивериополския епископ Тихон.

## Образование
Университетът в Манхайм се смята, по отношение на икономическите специалности, за един от най-добрите в Германия. Основната част от университета се помещава в сградите на бившия дворец.
От няколко години българските студенти са най-многобройната група чуждестранни студенти в университета в Манхайм (през летен семестър 2006 – 260 души, източник).
Сдружението на българските студенти в манхаймския университет е сред най-активните български студентски организации в Германия. Сайт на сдружението:

## Спорт
През месец май от 2004 г. тук ежегодно се провежда състезание по маратон, „MLP Marathon Mannheim Rhein-Neckar“ (наричан така до 2013 г.) В различните дисциплини участват до 10 000 състезатели. През 2007 г. българските маратонци Александър Андонов и Александър Пановски се класираха съответно на второ и трето място.

## Култура и забележителности
- Художествена галерия Манхайм
- Музеите Райс-Енгелхорн
- Национален театър
- Музей на труда и техниката на провинция Баден Вюртемберг
- Манхаймско художествено дружество
- Луизенпарк
- Водната кула

## Побратимени градове
- Бидгошч, Полша
- Суонзи, Уелс
- Тулон, Франция
- Хайфа, Израел

## Известни личности
- Родени в Манхайм:
  - Вилхелм Вунт (1832 – 1920), германски психолог
  - Карл Теодор (1744 – 1817), курфюрст
  - Алберт Шпеер (1905 – 1981), архитект, министър на военната промишленост на Третия райх
  - Валтер Щалвиц (р. 1929), художник
  - Томас Шааф
- Живели в Манхайм:
  - Карл Бенц (1844 – 1929)
  - Валтер Щалвиц (р. 1929), художник
  - Норберт Нюсле (р. 1932), художник

## Изобретения от Манхайм
- Първият велосипед в света, построен през 1817 г. от Карл Фрайхер фон Драйс
- Първият автомобил в света, построен от Карл Бенц през 1885 г.
- Работилницата на Карл Бенц в Манхайм
- Официален знак на мемориалния маршрут на Берта Бенц, напомнящ първото автомобилно пътешествие в света между Манхайм и Пфорцхайм през 1888 г. (104 km)